# Augustin de Luynes
Ne doit pas être confondu avec Augustin de Loynes, maire de Nantes.
Augustin de Luynes, sieur de Touvenon et de La Bouffetière, né le 16 juin 1681 à Orléans, mort le 9 février 1765 à Nantes, est un armateur et négrier nantais du XVIIIe siècle, qui a en particulier armé pour la Compagnie du Sénégal.

## Biographie

### Origines et famille
Augustin de Loynes est le fils de Jacques de Loynes de Champillon, conseiller du roi, trésorier de France au bureau des finances de la généralité d'Orléans, et de Marie de Guyenne.
En 1711, à Vitré, il épouse Renée Guillet de La Brosse, fille de René Guillet, sieur de La Brosse, receveur des consignations en la baronnie de Vitré, et de Perrine Razeau, dame de La Haye. Un de ses fils, Albert, épousera une fille de la famille Chaurand, présente à Nantes, où les frères Chaurand sont des armateurs notables, et dans les îles. Il est le grand-père d'Augustin de Loynes, maire de Nantes en 1803, et l'arrière grand-père de Michel-Augustin de Goyon.
Les noms Loynes et Luynes sont interchangeables en ce qui concerne Nantes.

### Carrière
Négociant-armateur, il arme pour le compte de la Compagnie de l'Asiento de 1702 à 1706 puis pour son compte personnel de 1713 à 1716. Il occupe un moment les fonctions de juge-consul des marchands à Nantes. Il acquiert une charge de conseiller-secrétaire du roi au Parlement de Bretagne en 1735.
Il possède treize navires dont deux affectés à la traite négrière. 
Il place de l'argent dans d'autres armements, notamment ceux de Georges Richard de la Pervenchère, où son nom apparaît à 11 reprises.
Il profite de l'extension de l'aire de la traite négrière à l'océan indien, avec le développement des plantations de café sur l'île de la Réunion dans les décennies qui suivent l'expédition de Moka et les expéditions sur la côte ouest de Madagascar. 
Il est l'un des premiers à utiliser les esclaves comme marins de bord. Ainsi à bord de la Louise, partie de Nantes en 1772, il y avait « 10 matelots noirs à l'armateur Augustin Deluynes ».